# Championnat du Luxembourg de football 2019-2020
Navigation
Saison précédente Saison suivante
La saison 2019-2020 de Division nationale est la cent-sixième édition de la première division luxembourgeoise. Le  F91 Dudelange, vainqueur des deux éditions précédentes remet son titre en jeu.

## Organisation
Les quatorze clubs participants au championnat sont confrontés à deux reprises aux treize autres. En fin de saison, les deux derniers du classement sont relégués et remplacés par les deux premiers de deuxième division. Un barrage de promotion-relégation oppose le 12e de Division Nationale au 3e de Division d'Honneur. 
Le 24 avril 2020, la Fédération luxembourgeoise de football décide de l'arrêt définitif du championnat, suspendu à la 17e journée en raison de la pandémie de Covid-19 au Luxembourg. Aucun titre n'est décerné, et aucune relégation n'est entérinée.

## Les 14 clubs participants
| \| Dudelange Fola Esch Jeunesse d'Esch Niedercorn Differdange Luxembourg Strassen Pétange Mondorf-les-Bains Ettelbruck Rosport Hostert Rodange Muhlenbach \| Localisation des clubs engagés dans le championnat. |
| Dudelange Fola Esch Jeunesse d'Esch Niedercorn Differdange Luxembourg Strassen Pétange Mondorf-les-Bains Ettelbruck Rosport Hostert Rodange Muhlenbach                                                           |

| Club                                    | Dernière montée | Classement 2018-2019 | Stade                       | Capacité | Ville             |
| --------------------------------------- | --------------- | -------------------- | --------------------------- | -------- | ----------------- |
| F91 Dudelange                           | 1992            | 1er                  | Stade Jos Nosbaum           | 4 650    | Dudelange         |
| Club Sportif Fola Esch                  | 2008            | 2e                   | Stade Émile-Mayrisch        | 3 900    | Esch-sur-Alzette  |
| Association Sportive La Jeunesse d'Esch | 1909            | 3e                   | Stade de la Frontière       | 5 400    | Esch-sur-Alzette  |
| Football Club Progrès Niederkorn        | 2006            | 4e                   | Stade Jos Haupert           | 2 800    | Differdange       |
| Football Club Differdange 03            | 2006            | 5e                   | Stade du Thillenberg        | 6 000    | Differdange       |
| Racing Football Club Union Luxembourg   | 2015            | 6e                   | Stade Achille-Hammerel      | 5 900    | Luxembourg        |
| Football Club UNA Strassen              | 2015            | 7e                   | Complexe Sportif Jean Wirtz | 2 000    | Strassen          |
| Union Titus Pétange                     | 2016            | 8e                   | Stade municipal de Pétange  | 2 400    | Pétange           |
| Union sportive de Mondorf-les-Bains     | 2014            | 9e                   | Stade John Grün             | 3 600    | Mondorf-les-Bains |
| Etzella Ettelbruck                      | 2018            | 10e                  | Stade Am Deich              | 2 202    | Ettelbruck        |
| FC Victoria Rosport                     | 2014            | 11e                  | VictoriArena                | 2 500    | Rosport           |
| Union sportive Hostert                  | 2017            | 12e                  | Stade Jos Becker            | 1 500    | Hostert           |
| Football Club Rodange 91                | 2019            | 1er (D2)             | Stade Joseph Philippart     | 3 400    | Rodange           |
| Football Club Blue Boys Muhlenbach      | 2019            | 2e (D2)              | Stade Mathias Mamer         | 1 100    | Luxembourg        |

- Premier tour de qualification de la Ligue des Champions 2019-2020
- Premier tour de qualification de la Ligue Europa 2019-2020
- Promu de Promotion d'Honneur

## Compétition

### Classement
Le classement est établi sur le barème de points classique (victoire à 3 points, match nul à 1, défaite à 0).
Pour départager les égalités, on tient d'abord compte de la différence de buts générale, puis du nombre de buts marqués, puis des confrontations directes et enfin si la qualification ou la relégation est en jeu, les deux équipes jouent une rencontre d'appui sur terrain neutre.
| Rang | Équipe                 | Pts | J  | G  | N | P  | Bp | Bc | Diff |
| ---- | ---------------------- | --- | -- | -- | - | -- | -- | -- | ---- |
| 1    | Fola Esch              | 39  | 17 | 12 | 3 | 2  | 41 | 17 | +24  |
| 2    | Progrès Niederkorn     | 37  | 17 | 11 | 4 | 2  | 43 | 17 | +26  |
| 3    | Differdange 03         | 35  | 17 | 11 | 2 | 4  | 36 | 25 | +11  |
| 4    | UT Pétange             | 33  | 17 | 10 | 3 | 4  | 34 | 23 | +11  |
| 5    | F91 Dudelange T        | 26  | 17 | 8  | 2 | 7  | 38 | 24 | +14  |
| 6    | UNA Strassen           | 26  | 17 | 7  | 5 | 5  | 30 | 26 | +4   |
| 7    | Racing Luxembourg      | 25  | 17 | 6  | 7 | 4  | 32 | 27 | +5   |
| 8    | Jeunesse d'Esch        | 19  | 17 | 5  | 4 | 8  | 24 | 34 | -10  |
| 9    | Victoria Rosport       | 18  | 17 | 5  | 3 | 9  | 23 | 35 | -12  |
| 10   | Etzella Ettelbruck     | 17  | 17 | 5  | 2 | 10 | 22 | 34 | -12  |
| 11   | US Hostert             | 16  | 17 | 5  | 1 | 11 | 17 | 37 | -20  |
| 12   | US Mondorf-les-Bains   | 15  | 17 | 3  | 6 | 8  | 22 | 28 | -6   |
| 13   | Rodange 91 P           | 15  | 17 | 4  | 3 | 10 | 21 | 37 | -16  |
| 14   | Blue Boys Muhlenbach P | 15  | 17 | 3  | 3 | 11 | 20 | 39 | -19  |

| Légende : Qualifications et relégations | Légende : Qualifications et relégations                                            |
| --------------------------------------- | ---------------------------------------------------------------------------------- |
|                                         | Ligue des champions 2020-2021 (1er tour de qualification)                          |
|                                         | Ligue Europa 2020-2021 (1er tour de qualification)                                 |
|                                         | Qualification pour le barrage de relégation en Promotion d'honneur                 |
|                                         | Relégation en Promotion d'honneur                                                  |
|                                         | T : Tenant du titre P : Promu en 2018-2019 C : Vainqueur de la Coupe du Luxembourg |

## Bilan de la saison
| Championnat du Luxembourg de football 2019-2020 |                     |
| Champion                                        | Titre non attribué  |
| Coupes et trophées                              |                     |
| Vainqueur de la Coupe du Luxembourg 2019-2020   | Titre non attribué  |
| Qualifications continentales                    |                     |
| Ligue des champions de l'UEFA 2020-2021         | Fola Esch           |
| Ligue Europa 2020-2021                          | Progrès Niederkorn  |
| Ligue Europa 2020-2021                          | Differdange 03      |
| Ligue Europa 2020-2021                          | Union Titus Pétange |
| Promotions et relégations                       |                     |
| Promus en Division nationale                    | Swift Hesperange    |
| Promus en Division nationale                    | FC Wiltz 71         |
| Promus en Division nationale                    | RM Hamm Benfica     |
| Relégués en Promotion d'honneur                 |                     |